# (32075) 2000 JU66
2000 JU66 (asteroide 32075) é um asteroide da cintura principal. Possui uma excentricidade de 0.09866450 e uma inclinação de 9.95922º.
Este asteroide foi descoberto no dia 1 de maio de 2000 por Spacewatch em Kitt Peak.